# Wilhelm Stiassny
Wilhelm Stiassny (15. října 1842 Bratislava – 16. června 1910 Bad Ischl) byl rakouský architekt židovského původu. Na území dnešní České republiky postavil několik synagog, například Vinohradskou synagogu, Jubilejní synagogu v Praze; synagogu v Čáslavi či synagogu v Jablonci nad Nisou.

## Život
Architekturu vystudoval na Akademii výtvarných umění ve Vídni (Akademie der bildenden Künste Wien), kde byli jeho učiteli: Eduard van der Nüll, Carl Roesner, Friedrich von Schmidt a August Sicard von Sicardsburg.

## Dílo
Stiassny byl jedním z nejproduktivnějších architektů své doby. Postavil přibližně 170 obytných a komerčních budov, továren, škol, nemocnic, dvanáct synagog v novomaurském nebo novorománském stylu a hřbitovní budovy, převážně pro židovské klienty, jak ve Vídni, tak po celém území Rakouské monarchie. 

### Stavby ve Vídni
- 1870–1875 Rothschildova nemocnice (Rothschild-Spital) ve Vídni-Währingu
- 1892-1893 Synagoga Polnische Schul ve Vídni–Leopoldstadtu
- 1901 Hrobka vídeňské větve rodiny Rothschildů na Vídeňském ústředním hřbitově (Wiener Zentralfriedhof).

### Další synagogy
- 1887 Malacky, Slovensko
- 1901–1902 Wiener Neustadt
- 1894–1899 Stanisławów, Halič

### Stavby na území České republiky
- 1881–1882 Synagoga v Teplicích, Chelčického ulice, zničena 15. března 1939[3]
- 1892 Synagoga v Jablonci nad Nisou, zničena 10. listopadu 1938 během „Křišťálové noci“,
- 1896 Vinohradská synagoga, Praha 2 – Vinohrady, Sázavská ulice, poničena při bombardování Prahy 14. února 1945, zbořena 1951
- 1899 Synagoga v Čáslavi, Masarykova ulice čp. 111,
- 1901 Secesní obřadní síň na židovském hřbitově v Kojetíně, zbořena v 70. letech 20. století[4][5]
- 1899–1903 Secesní Jubilejní nemocnice císaře Františka Josefa I. pro chudé Izraelity v Karlových Varech, Bezručova ul.
- 1906 Jubilejní synagoga císaře Františka Josefa I. (dnes Jeruzalémská), Praha 1 – Nové Město, Jeruzalémská ul. 7.

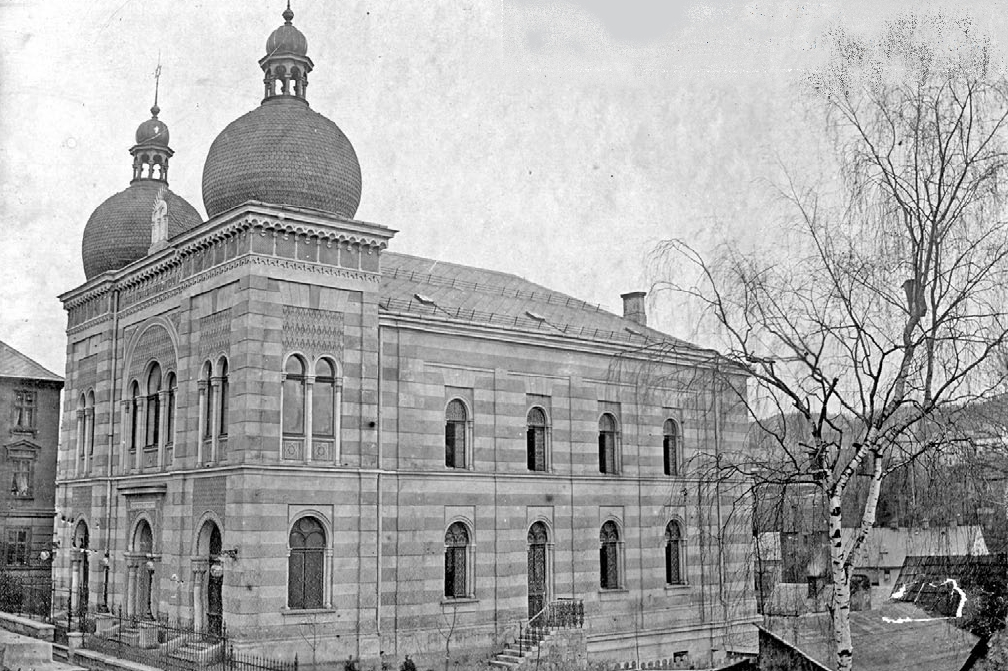
Synagoga v Jablonci nad Nisou
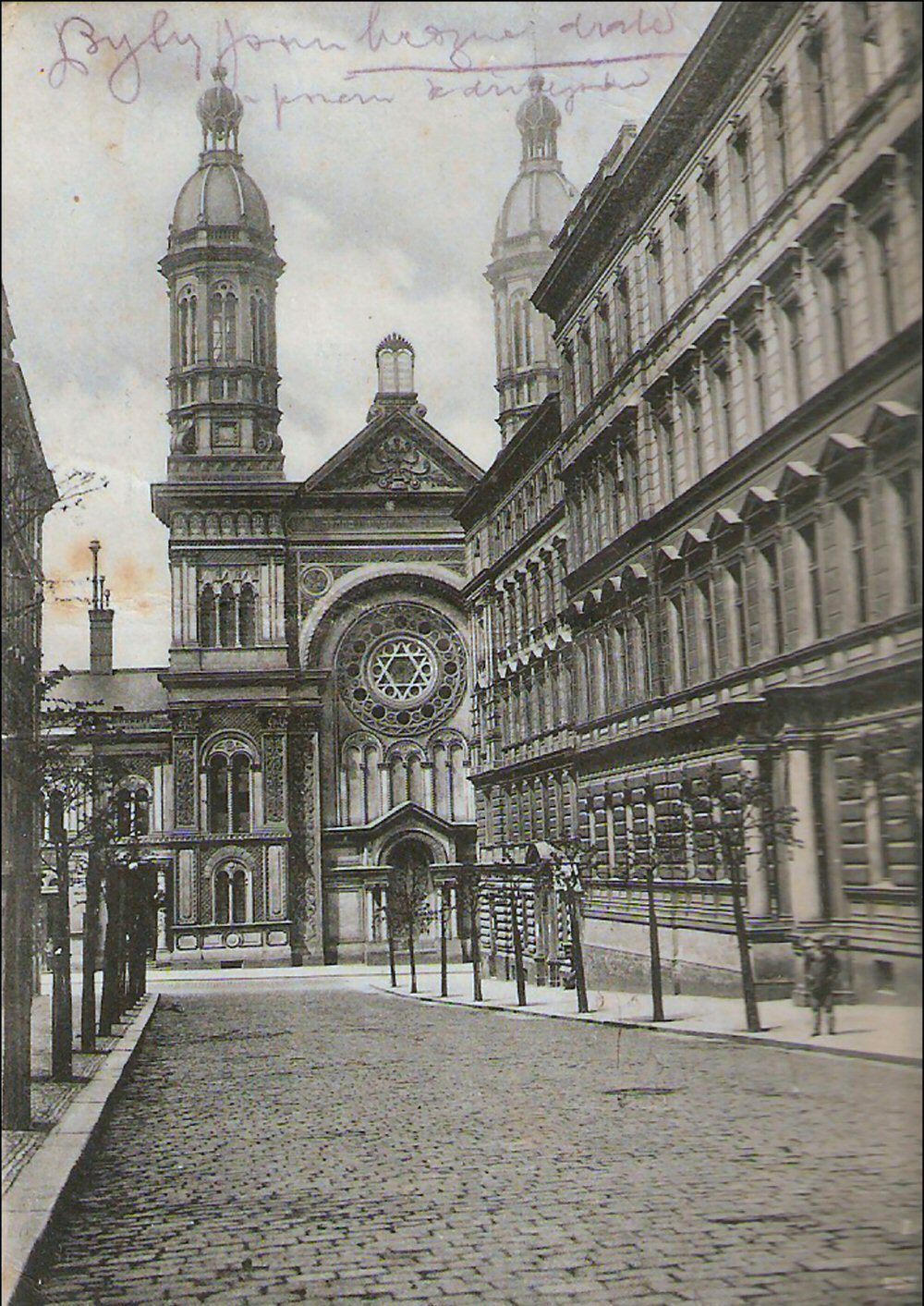
Vinohradská synagoga
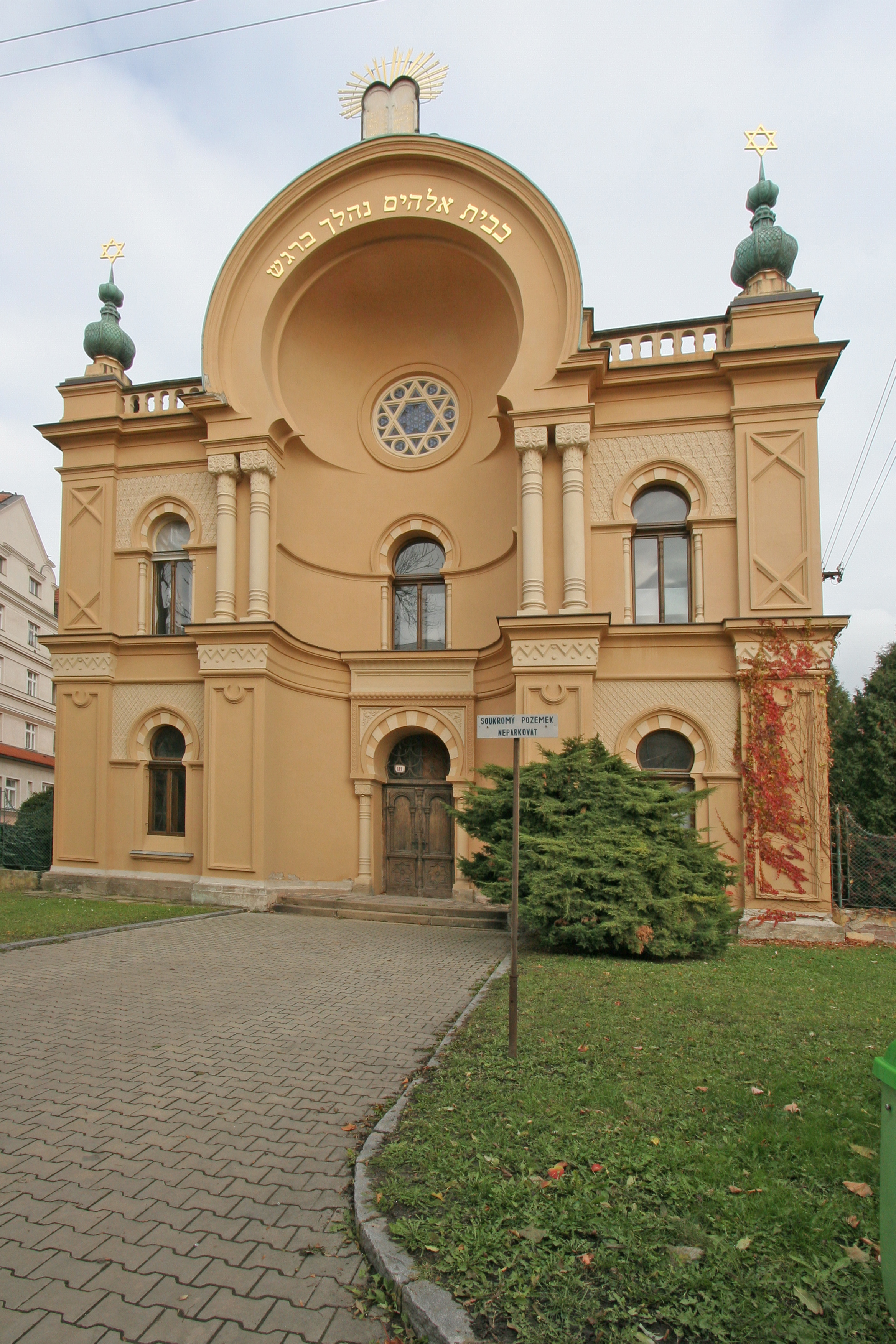
Synagoga v Čáslavi
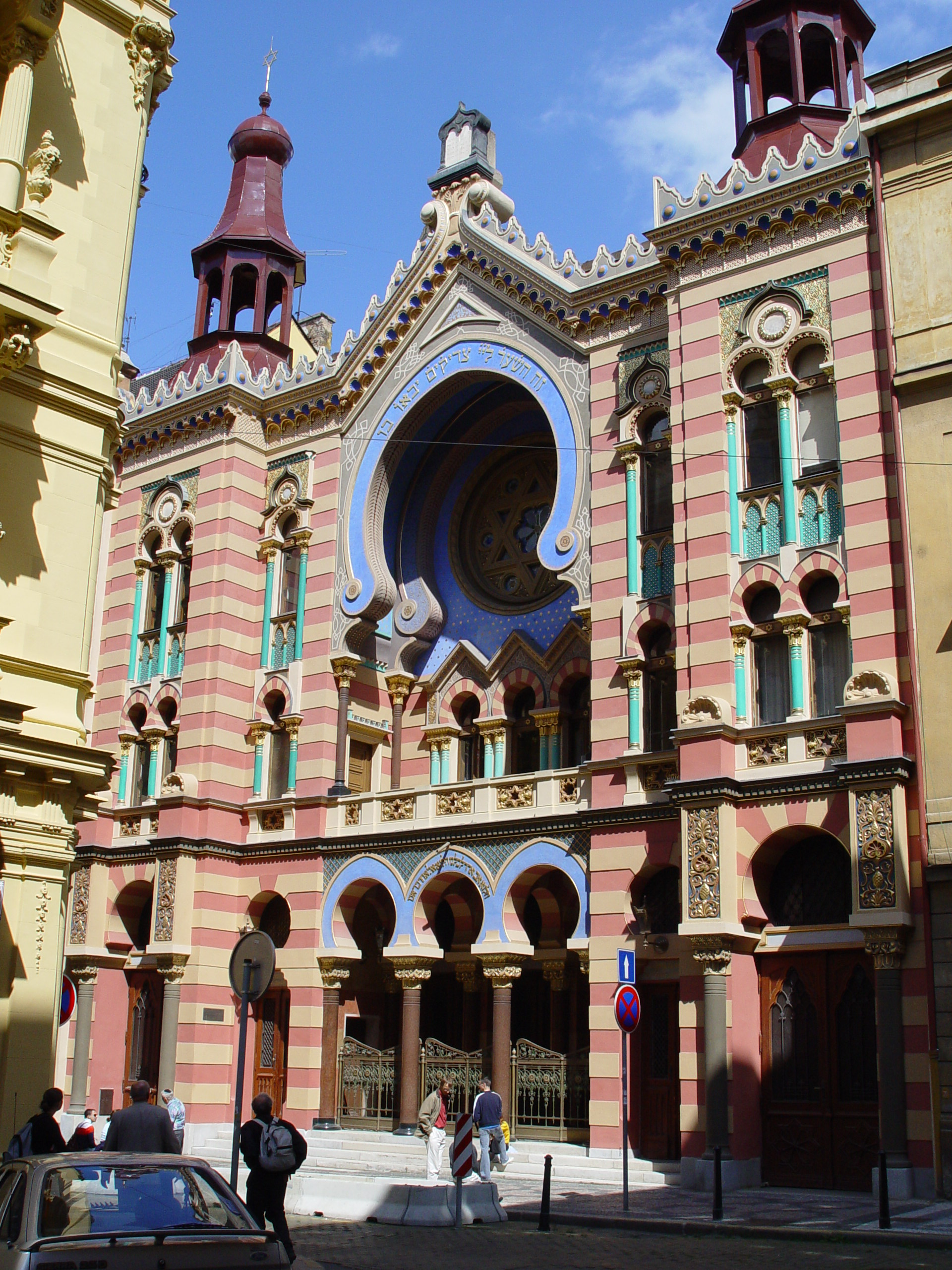
Jubilejní synagoga v Praze
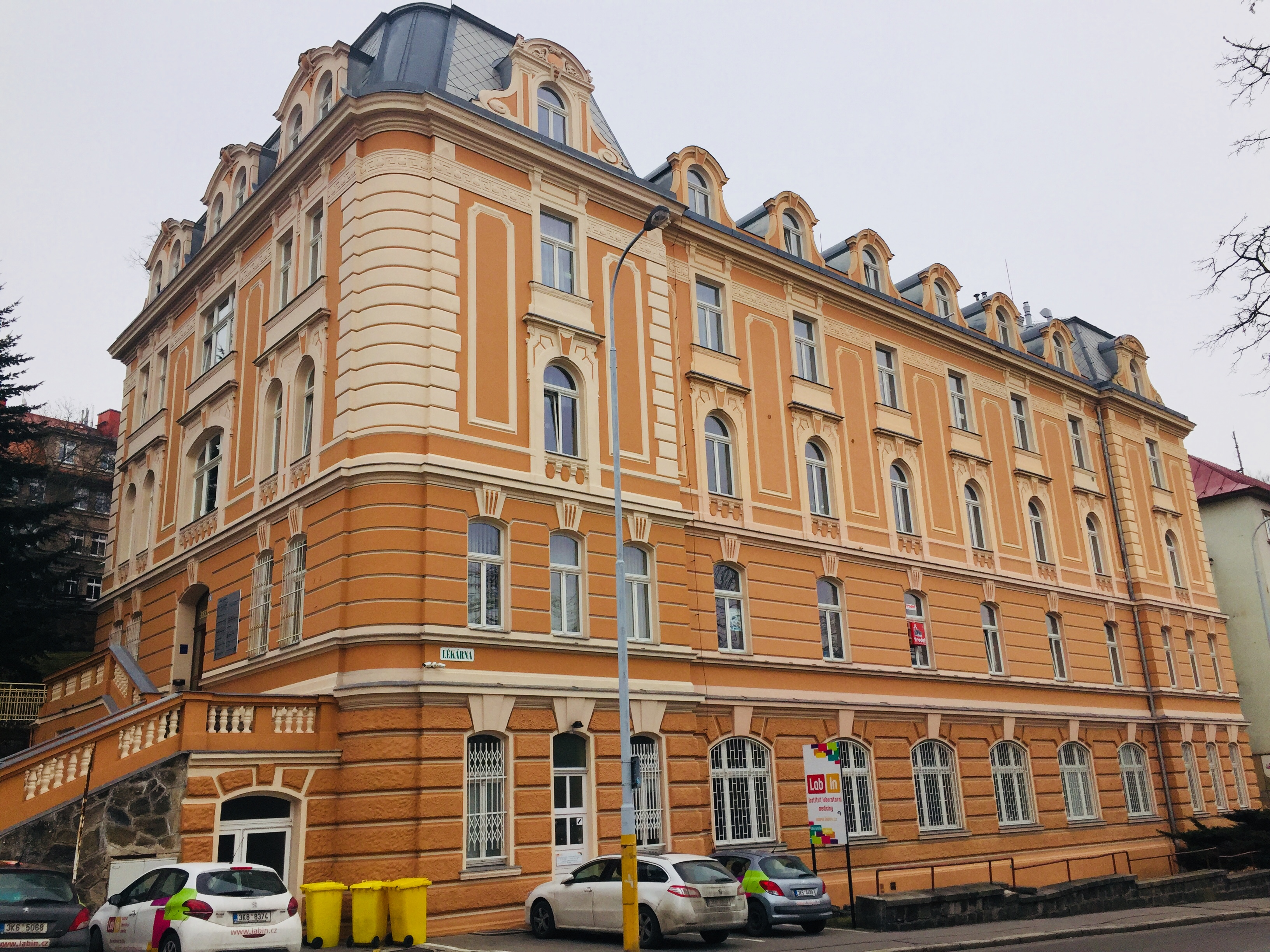
Jubilejní nemocnice císaře Františka Josefa I. pro chudé Izraelity v Karlových Varech

### Stavby na území Slovenska

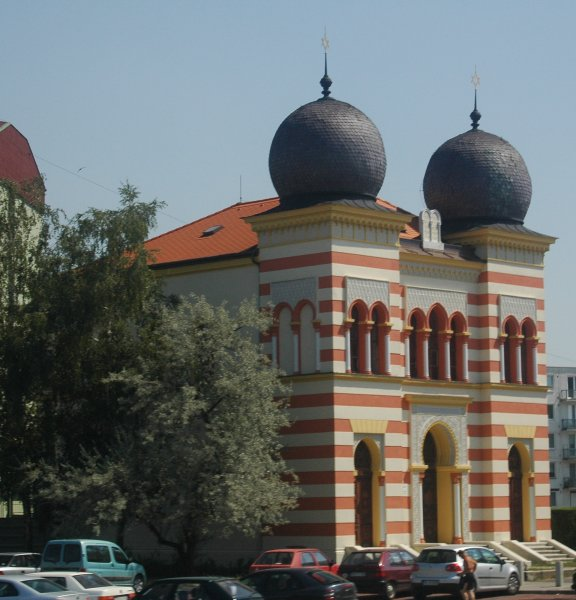
Synagoga v Malackách (1887)